# La diplomática

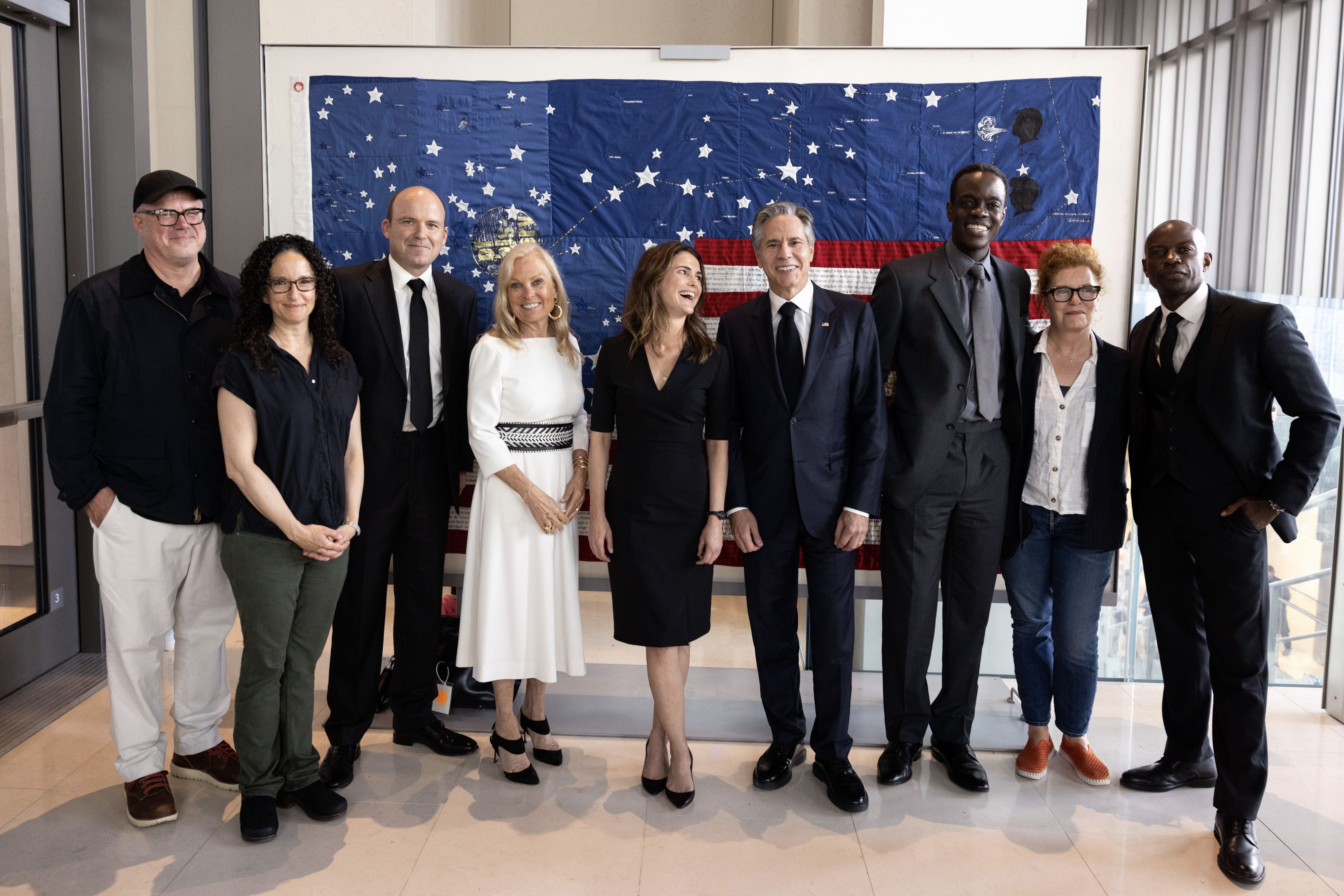
El elenco y los productores de The Diplomat en la Embajada de EE. UU. en Londres.

La diplomática (título original en inglés: The Diplomat) es una serie de televisión de suspenso político estadounidense creada por Debora Cahn. Consta de ocho episodios protagonizados por Keri Russell. Se estrenó el 20 de abril de 2023 en la plataforma de streaming Netflix.

## Argumento
La serie se centra en Kate Wyler, la nueva embajadora de Estados Unidos en el Reino Unido, que tiene que desactivar las crisis internacionales, forjar alianzas estratégicas en Londres y adaptarse a su nuevo lugar en el centro de atención mientras intenta salvar su matrimonio con el diplomático de carrera Hal Wyler.

## Reparto
- Keri Russell como Kate Wyler, embajadora de Estados Unidos en Reino Unido.
- Rufus Sewell como Hal Wyler, diplomático y esposo y de Kate.
- Ali Ahn como Eidra Park, jefa de estación de la CIA en Londres.
- David Gyasi como Austin Dennison, ministro de Asuntos Exteriores del Reino Unido.
- Ato Essandoh como Stuart Heyford, subjefe de la misión diplomática de Wyler.
- Rory Kinnear como Nicol Trowbridge, primer ministro de Reino Unido.
- Miguel Sandoval como Miguel Ganon, secretario de Estado de los Estados Unidos.
- Nana Mensah como Billie Appiah, jefa de gabinete de Rayburn.
- Michael McKean como el presidente Rayburn, presidente de los Estados Unidos.
- Pearl Mackie como Alysse
- Georgie Henley como Pensy
- Joey Eden como Dan
- Celia Imrie como Margaret Roylin
- Reza Diako como Basir
- Penny Downie como Frances Munning, administradora de Winfield House, residencia oficial de la Embajada de Estados Unidos en Reino Unido.
- Jess Chanliau como Ronnie Buckhurst, auxiliar de Heyford.
- Daneshmand como Rasoul Shahin[3][4]

## Producción
En enero de 2022, se anunció que Netflix había pedido la serie The Diplomat a la guionista y productora Debora Cahn. En febrero de ese año, se anunció queKeri Russell protagonizaría la serie, asimismo en el rol de productora ejecutiva junto a Cahn, Janice Williams y Simon Cellan-Jones. En marzo se informó que Ali Ahn y Rufus Sewell se integraron al reparto. En abril de 2022, David Gyasi, Ato Essandoh, Rory Kinnear, Miguel Sandoval, Nana Mensah, Michael McKean, Celia Imrie y Penny Downie se unieron al elenco.
El rodaje se realizó en Londres, la región de los Costwolds y París.

## Estreno
Los ocho episodios de cincuenta minutos se estrenaron el 20 de abril de 2023 en la plataforma de streaming Netflix. En los primeros días de su lanzamiento se posicionó primera en la visualización de ochenta países.